# 집합론

집합론(集合論, 영어: set theory)은 추상적 대상들의 모임인 집합을 연구하는 수학 이론이다. 집합론은 술어논리학과 함께 대부분의 수학기초론 체계의 근본으로, 현대 수학을 논리적으로 지탱하는 밑바탕이 된다.
소박한 집합론에서는 집합을 단순히 대상들을 모아서 만들어지는 자명한 개념으로 이해한다. 중학교 및 고등학교 등의 교육과정에서 다루는 집합의 개념은 이에 해당한다.
소박한 집합론의 모순을 해결하기 위해 등장한 공리적 집합론은 집합들과 그 포함관계가 만족하는 공리들을 규정하는 방법으로 집합을 간접적으로 정의한다. 여기에서 집합과 그 포함관계는 유클리드 기하에서의 점이나 선과 같은 무정의 용어로 볼 수 있다. 공리적 집합론은 대부분의 경우 대학에서 수학을 전공하지 않는 이상 배우지 않는다.

## 공리적 집합론
공리적 집합론은 술어논리를 이용하여 기술한 체계를 가지고 집합의 성질을 규명하는 수학의 한 분야이다.

### 일차 술어논리를 사용한 공리적 집합론
단항 술어기호 '{\displaystyle \mathrm {Set} }'과 양항 술어기호인 포함관계 기호 '{\displaystyle \in }'모두를 포함하거나 오로지 포함관계 기호만을 포함한 일차 술어논리 언어를 가지고 집합론을 구성할 수 있다.
일반적으로 대상 {\displaystyle x}가 {\displaystyle \mathrm {Set} (x)}를 만족하면 {\displaystyle x}를 집합이라 한다.
이 술어기호가 없는 집합론에서는 모든 대상을 집합으로 간주한다. 집합이 없는 대상을 원자(아톰, atom)이라 한다.
만일 {\displaystyle x\in X}이면 '{\displaystyle x}가 {\displaystyle X}의 원소다' 혹은 '{\displaystyle X}가 {\displaystyle x}를 포함한다((원소로) 가진다)'고 한다. 이는 기호로 표현한 것을 설명한다기보다는 자연어로 옮기는 방법을 서술한 것에 가깝다.
어떤 공리적 집합론에서도 보통 확장 공리는 채택하는 편이다.
확장 공리는 `집합 {\displaystyle X}와 {\displaystyle Y}가 가지는 원소가 서로 꼭 같다면 {\displaystyle X=Y}이다.'를 말한다.
기호로 {\displaystyle \forall X\forall Y((\mathrm {Set} (X)\wedge \mathrm {Set} (Y))\rightarrow (\forall z(z\in X\leftrightarrow z\in Y)\rightarrow (X=Y))}로 쓸 수 있다.
이제 소박한 집합론에서 말하는 '분명히 구별되는 대상들의 모임이 집합'이라는 정의를 공리적 집합론으로 가져오면 다음과 같이 표현할 수 있다.
'임의의 {\displaystyle (n+1)}개 자유변수 {\displaystyle \nu ,\nu _{1},\nu _{2},\ldots ,\nu _{n}}를 가지는 논리 공식 {\displaystyle \varphi }에 대하여 {\displaystyle \forall \nu _{1}\forall \nu _{2}\cdots \nu _{n}\exists X(\forall \nu (\nu \in X\leftrightarrow \varphi (\nu ,\nu _{1},\ldots ,\nu _{n}))}가 성립한다'로 표현할 수 있다.
여기서 변수자리에 쓴 {\displaystyle \nu }는 그것이 어느 변수라도 될 수 있음을 표현하고자 한 것이다.
물론 변수 {\displaystyle X}는 {\displaystyle \nu }들 중 어느 하나라도 같아서는 안 된다.
그런데 이 공리는 도입하는 즉시 러셀의 역설과 유사한 역설에 직면하게 된다.
이를 피하기 위해 여러 방법이 사용되는데, 크게 세 가지로 구분된다.
하나는 분리공리만을 허용하는 것이고, 또 하나는 변수의 타입을 집합과 유로 구분하는 것이고, 또 하나는 사용할 수 있는 논리 공식에 제한을 두는 것이다.
ZFC에서는 분리공리만을 허용하며, 변수 타입을 집합과 유로 구분하는 것은 NBG, 논리 공식에 제한을 두는 것은 New foundation에서 볼 수 있다.

## 같이 보기
- 게오르크 칸토어 (1845년-1918년) - 독일의 수학자 및 철학자로, 집합론의 창시자로 잘 알려져 있다.
- 주세페 페아노 (1858년-1932년) - 이탈리아의 수학자 및 철학자로, 합집합과 교집합 기호를 발명했고 산술을 형식화했다.
- 소박한 집합론
- 공리적 집합론
- 집합
- 체르멜로 집합론은 독일의 수학자 에른스트 체르멜로가 개발한 공리계이다.
- 체르멜로-프렝켈 집합론은 가장 널리 사용되는 집합론의 공리계이다.

## 참고 문헌
- 최창선 (2006). 《수학, 철학, 전산학, 언어학도를 위한 집합론 입문》. 경문사. ISBN 89-7282-777-0. 2014년 11월 29일에 원본 문서에서 보존된 문서. 2014년 11월 19일에 확인함.
- 이식 (2007). 《집합론》. 경문사. ISBN 978-89-6105-051-7. 2014년 11월 29일에 원본 문서에서 보존된 문서. 2014년 11월 19일에 확인함.
- 허걸 (2008). 《집합론》. 경문사. ISBN 89-7282-702-9. 2014년 11월 29일에 원본 문서에서 보존된 문서. 2014년 11월 19일에 확인함.
- 이병무 (2009). 《쉬운 설명 다양한 예제 집합론의 이해》. 경문사. ISBN 978-89-6105-234-4. 2014년 11월 29일에 원본 문서에서 보존된 문서. 2014년 11월 19일에 확인함.
- Jech, Thomas (2003). 《Set theory》. Springer Monographs in Mathematics (영어) 3판. Springer-Verlag. doi:10.1007/3-540-44761-X. ISBN 978-3-540-44085-7. ISSN 1439-7382. Zbl 1007.03002. IA settheory0000jech_f7i4.
- Roitman, Judith (2011). 《Introduction to modern set theory》 (영어) 2판. Virginia Commonwealth University Press. ISBN 978-0-9824062-4-3. Zbl 0689.0400 |zbl= 값 확인 필요 (도움말).
- Halmos, Paul R. (1974). 《Naive set theory》. Undergraduate Texts in Mathematics (영어). Springer-Verlag. doi:10.1007/978-1-4757-1645-0. ISBN 978-0-387-90092-6. ISSN 0172-6056. MR 0453532. Zbl 0287.04001.
- Kunen, Kenneth (1980). 《Set theory: an introduction to independence proofs》. Studies in Logic and the Foundations of Mathematics (영어) 102. North-Holland. ISBN 978-0-444-86839-8. MR 597342. Zbl 0534.03026. 2016년 9월 11일에 원본 문서에서 보존된 문서. 2016년 8월 11일에 확인함.
- Schindler, Ralf (2014). 《Set theory: exploring independence and truth》. Universitext (영어). Springer-Verlag. doi:10.1007/978-3-319-06725-4. ISBN 978-3-319-06724-7. ISSN 0172-5939.